# Pericallis malvifolia
Pericallis malvifolia (лат.) — цветковое растение, многолетний кустарник, вид рода Pericallis семейства Астровые (Asteraceae). Эндемик Азорских островов.

## Подвиды
Описаны два подвида Pericallis malvifolia:
- Pericallis malvifolia caldeirae H.Schaef.
- Pericallis malvifolia malvifolia

## Описание
Pericallis malvifolia — многолетний кустарник. Листья овальные. Цветок — небольшой розовый звёздчатый с пятью лепестками. Семя — небольшой тёмно-коричневый овальный орешек.

P. malvifolia
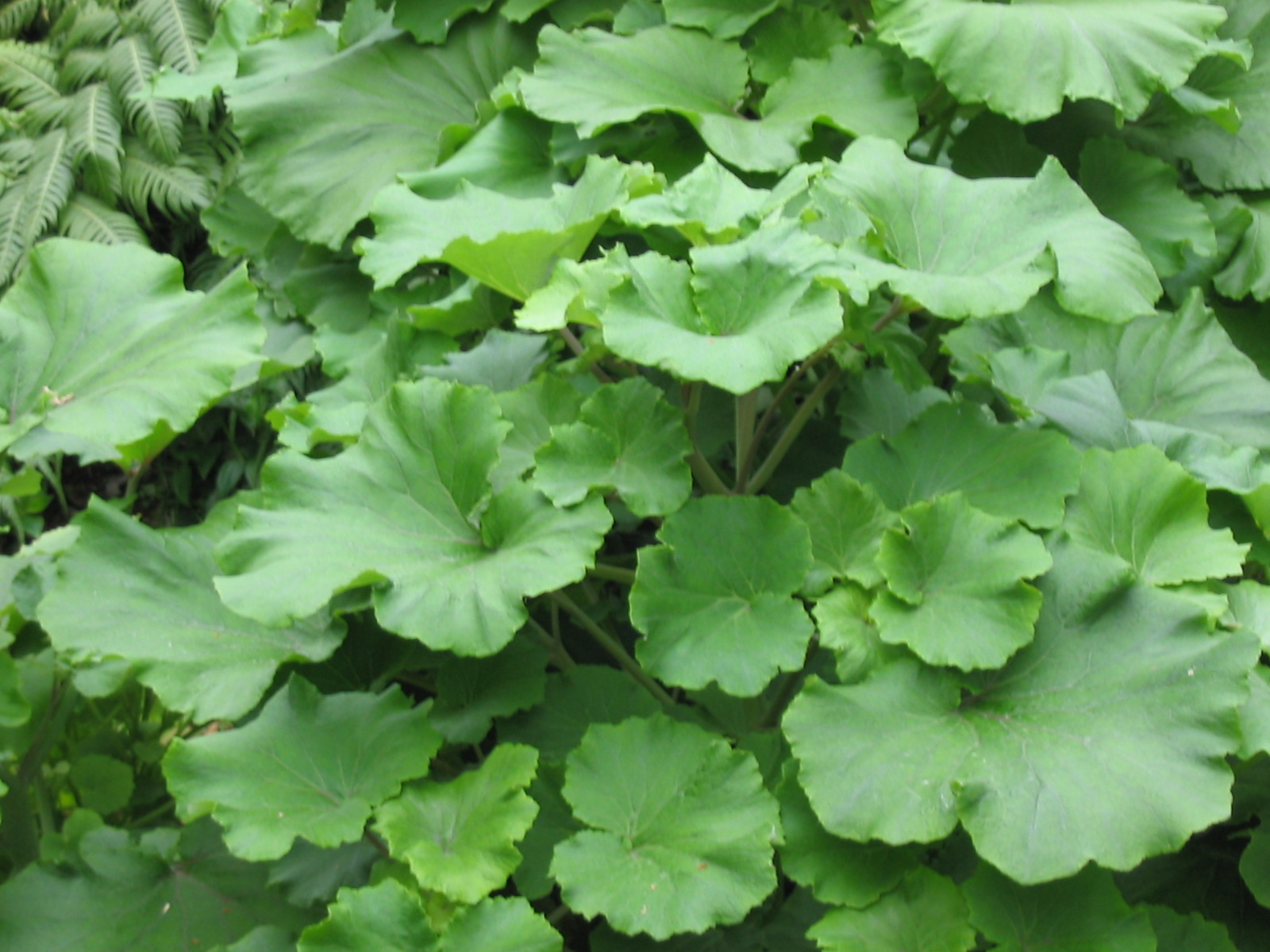
Листва
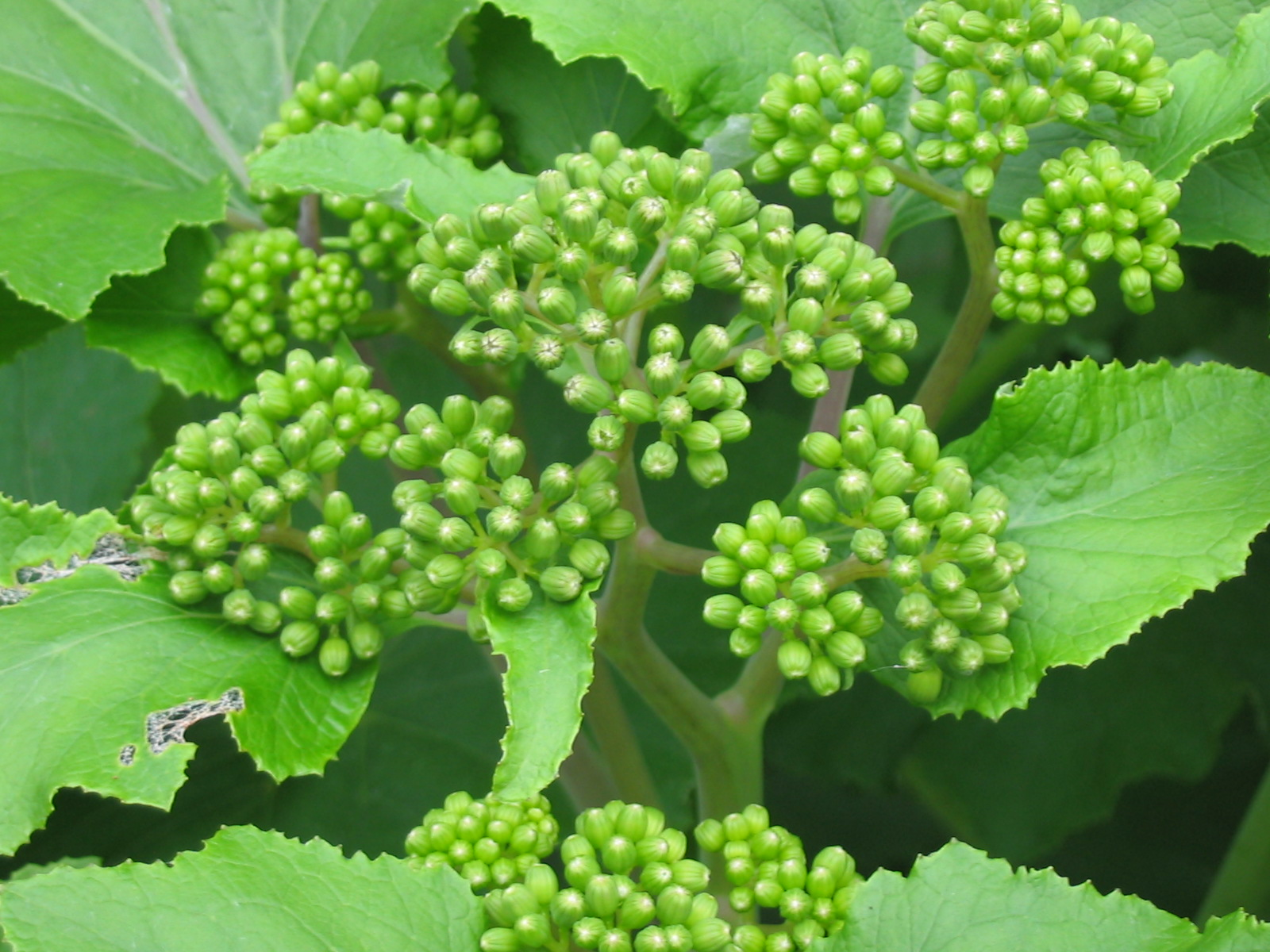
Бутоны

## Ареал и местообитание
Эндемик Азорских островов. Встречается на островах Фаял, Пику, Санта-Мария, Сан-Жоржи и Сан-Мигел. Произрастает на прибрежных скалах, в оврагах и внутри кратеров. На Санта-Марии растёт на обочинах дорог и в лесах из инвазивного австралийского дерева Pittosporum undulatum. Встречается на высоте от уровня моря до 900 м над уровнем моря. Натурализован в Европе, Калифорнии, Индии и Колумбии.

## Охранный статус
Вид Pericallis malvifolia занесён в 2011 году в Красный список МСОП как «находящийся в критическом состоянии».

## Использование
Pericallis malvifolia используется как декоративное растение в садах и ландшафтном дизайне. Также используется из-за своих лечебных свойств. Pericallis malvifolia — многолетний кустарник, который можно размножать черенками или делением. Предпочитает полное солнце и влажную, хорошо дренированную почву. Его можно выращивать в контейнерах или в земле. Регулярный полив необходим для поддержания влажности почвы. Удобряйте раз в месяц сбалансированным удобрением.